# 西爾維婭·哈尼卡
西爾維婭·哈尼卡（德语：Sylvia Hanika，1959年11月30日—），生于联邦德国慕尼黑，已退役的德国女子网球手，网球史上最佳德国选手之一，德国第一位世界女子网球年终总决赛冠军，单打最高世界排名第5。
1981年法国网球公开赛，她成为德国第二位网球大满贯单打决赛者，但惜败。汉尼卡的最光荣赛事莫过于世界女子网球年终总决赛：1982年，她大爆冷门逆转击败当时正处于鼎盛时期的捷克传奇网球天后纳芙拉蒂诺娃，成为德国第一位世界女子网球年终总决赛冠军，而且这导致对方6连冠梦碎；1987年，她同样于此处大爆冷门击败埃弗特。汉尼卡于1990年退役，现长居西班牙。

## 大滿貫

### 女單亞軍（1）
| 年份 | 比賽 | 場地 | 決賽對手   | 國籍         | 勝方比分 |
| ---- | ---- | ---- | ---------- | ------------ | -------- |
| 1981 | 法網 | 紅土 | 曼德利科娃 | 捷克斯洛伐克 | 6-2, 6-4 |

## WTA年終賽

### 女單冠軍（1）
| 年份     | 赛事 | 場地         | 决赛对手 | 对手國籍      | 决赛比分 |
| -------- | ---- | ------------ | -------- | ------------- | -------- |
| 1982年   |      |              |          |               |          |
| 美國紐約 | 硬地 | 纳芙拉蒂洛娃 | 美国     | 1-6, 6-3, 6-4 |          |

## 外部連結
- 西爾維婭·哈尼卡的国际女子网球协会官方資料（英文）
- 西爾維婭·哈尼卡的國際網球總會 職業／青少年 官方資料（英文）
- Fed Cup - Player profile - Sylvia HANIKA (GER)Archive.today的存檔，存档日期2013-04-25